# Taipei Cinese ai XVI Giochi olimpici invernali
Taipei Cinese partecipò ai XVI Giochi olimpici invernali, svoltisi ad Albertville, Francia, dall'8 al 23 febbraio 1992, con una delegazione di 8 atleti impegnati in tre discipline.